# Happyview
Happyview.fr était un site marchand d’optique grand public qui distribuait en France et à l’étranger des lunettes de vue et des lunettes de soleil.
Ce site appartenait à la société Luxview, fondée en 2009 par Marc Adamowicz à Paris et détenue depuis 2013 par la société Home Shopping Service, filiale du groupe Métropole Télévision (Groupe M6).
Racheté par le groupe Afflelou en 2016, le site ferme définitivement le 15 mars 2019.

## Présentation
Le site proposait aux consommateurs d’essayer leurs lunettes par Internet. 
Happyview était membre de l'Association Française des Opticiens sur Internet.

## Histoire
Début 2009, Fabien Monsallier et Marc Adamowicz créent leur siteen France de vente de produits d’optique. Ils obtiennent l'agrément de la sécurité sociale.
En 2012, Happyview fait l’acquisition de Malentille.com.
En 2013, la société Luxview cède les deux enseignes Happyview et Malentille à la société Home Shopping Service, une filiale du Groupe M6 (groupe Métropole Télévision) ,.
En 2014, Happyview lance les premières campagnes de publicité audiovisuelles en France pour des produits d’optique vendus sur Internet. 
En octobre 2016, le groupe M6 vend Happyview à Alain Afflelou.
En mars 2019 le site Happyview.fr est fermé.